# 五王宴會

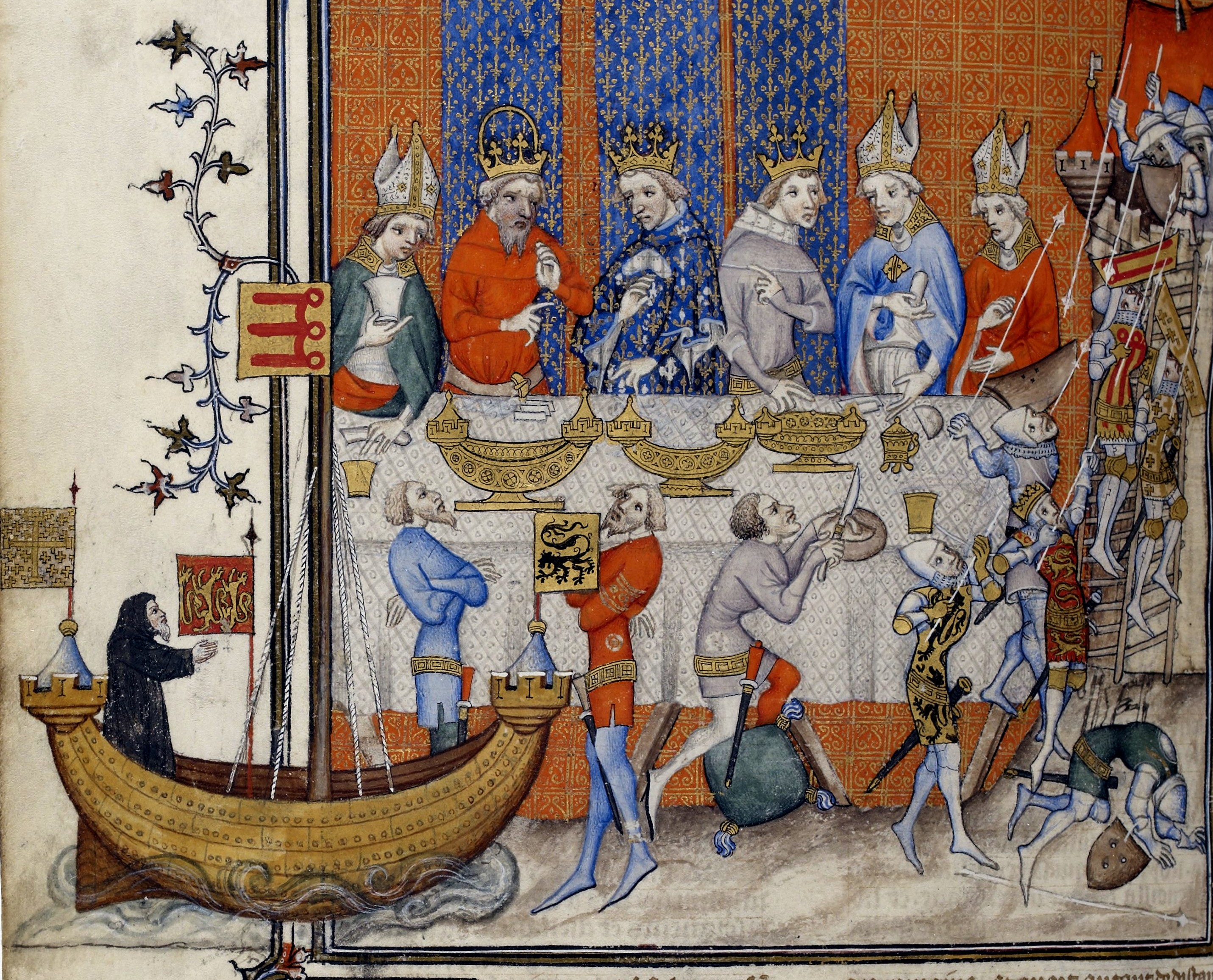
一場可比的盛宴。 1378 年法国查理五世接待神圣罗马帝国皇帝查理四世和他兒子波希米亚的瓦茨拉夫四世，餐桌上擺放有三個特製餐盤 。眾人當時是正觀賞一場重演奪取耶路撒冷的現場表演。

五王宴會，是在1363年一個由英格兰、苏格兰、法国、丹麦和塞浦路斯的國王們所舉行的會面。其由前伦敦市长亨利·皮卡德爵士所安排佈置。五位國王分別是：
- 塞浦路斯的彼得一世
- 英国爱德华三世
- 苏格兰的大卫二世
- 法国约翰二世
- 丹麦的瓦尔德马尔四世

活動（五位國王的祝酒會）就由倫敦的葡萄酒商公會，在他們於倫敦市的會堂裡舉辦。